# Novaki (gmina Dubrava)
Novaki – wieś w Chorwacji, w żupanii zagrzebskiej, w gminie Dubrava. W 2011 roku liczyła 197 mieszkańców.